# Gheorghe Iliescu-Călinești

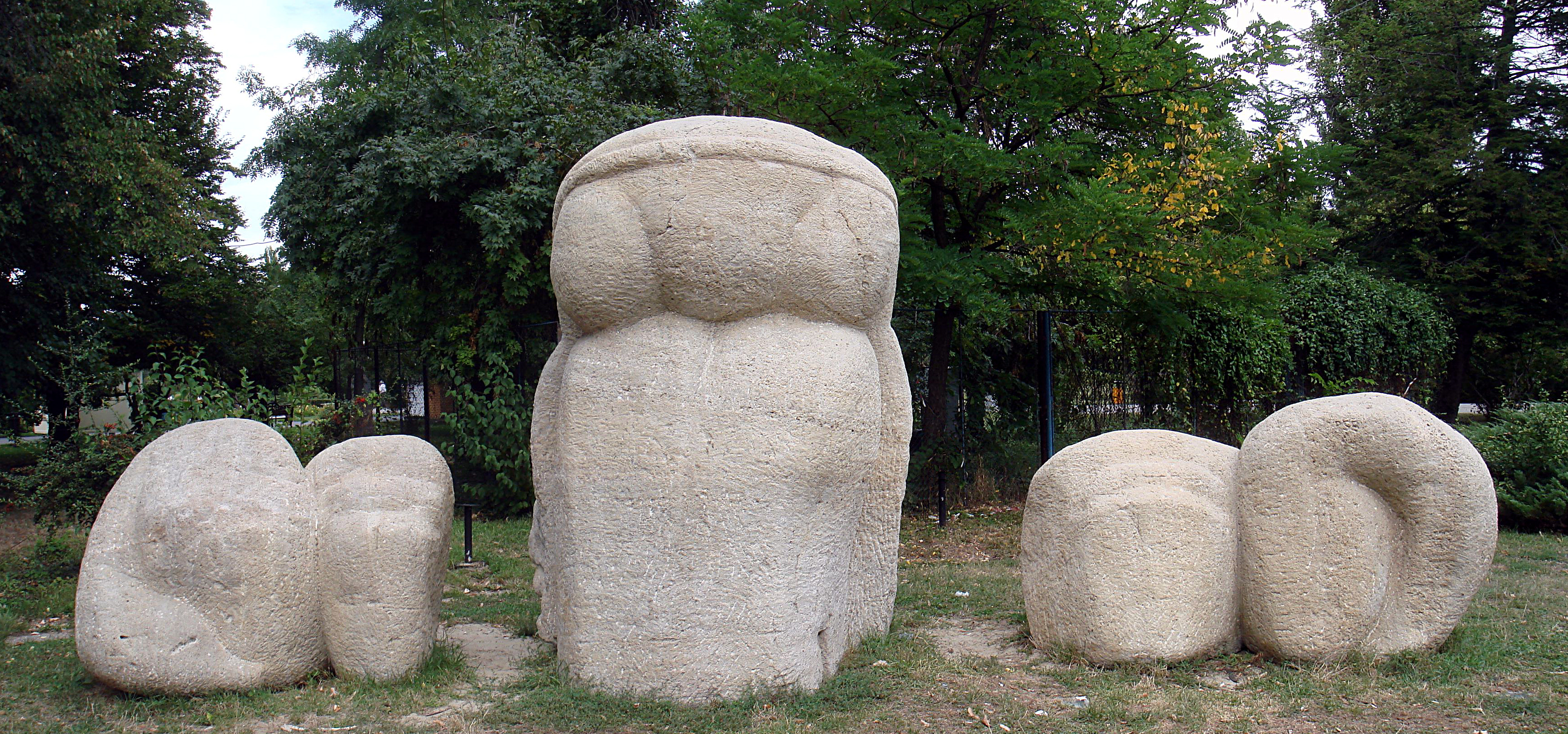
Legenda Dochiei - sculptură în piatră, Parcul Herăstrău, București

Gheorghe Iliescu-Călinești (n. 14 iulie 1932, Călinești, județul Argeș – d. 12 martie 2002) a fost un sculptor român, reprezentant al sculpturii avangardiste.

## Biografie
Tatăl său era cioplitor în lemn (ajuns renumit pentru că sculpta cu mult har catapetesme de biserici, pe care le picta Iosif Keber), astfel că Gheorghe Iliescu a învățat încă din copilărie tainele acestui meșteșug. După ce a absolvit școala primară din comuna natală și Liceul „N. Bălcescu” din Pitești, a urmat cursurile Academiei de Arte Frumoase „Nicolae Grigorescu” din București, secția Sculptură, la clasa profesorului Corneliu Medrea, pe care a absolvit-o în promoția 1959.
Prima expoziție personală a artistului, care l-a și consacrat, a avut loc în anul 1966, la Sala Dalles din București, unde i s-a acordat premiul cel mare al Uniunii Artiștilor Plastici din România.

## Opera
Printre cele mai importante lucrări ale artistului sunt:
- Legenda Dochiei (sculptură în piatră, expusă în Parcul Herăstrău),
- Evoluție (sculptură în piatră, expusă la Caracal),
- Crucifix (sculptură în lemn, expusă la Krapina, Serbia),
- Fereastra (sculptură în lemn, expusă la Oronsko, Polonia),
- Familia II (sculptură în lemn, expusă la Palm Beach, Florida),
- Captarea razelor (sculptură în piatră, expusă la Arad),
- Sfinx (sculptură în piatră, 1985, expusă la Tabăra de sculptură Măgura),
- Oameni ai pământului (șase piese sculptate în piatră, Pitești),
- Iancu de Hunedoara (sculptură în bronz, expusă la Hunedoara),
- Pasăre în zbor (sculptură în bronz, expusă la București),
- Evoluție (Timișoara, Monument închinat eroilor Revoluției din Decembrie 1989[8]),
- Familia (sculptură în bronz, 2000, Topoloveni),
- Nodul generațiilor (sculptură în marmură, 2001, expusă la Pitești),
- Timpul (Monumentul Brâncuși de la Craiova).[9]

De-a lungul anilor, a participat cu lucrări la expoziții din Belgia, Italia, Iugoslavia, Germania. Grecia. Turcia, Spania, S.U.A, Austria, Brazilia ș.a.m.d.
O parte dintre lucrările sale se găsesc în muzee și colecții particulare din București, Galați, Suceava, Câmpulung Moldovenesc, Ploiești, Târgu Jiu, Timișoara, Constanța, Bacău, Sibiu, Pitești, Topoloveni, dar și în străinătate, la Paris, Palm Beach, Madrid, Roma, Zurich, Moscova, Bruxelles, Viena și Geneva.

## Premii și distincții
Opera sa a fost încununată cu numeroase premii:
- Premiul pentru sculptură al UAP, în 1966

- Diploma de onoare a Quadrienalei de Artă Decorativă de la Erfurt-Germania, în 1982
- Premiul Academiei Române pe anul 1993.
- Premiul la Simpozionul de sculptură de la Oronsko (Polonia), în 1997.[6][10]

### Decorații
- Ordinul național „Serviciul Credincios” în grad de Comandor (1 decembrie 2000) „pentru realizări artistice remarcabile și pentru promovarea culturii, de Ziua Națională a României”[11]

## Donație
Galeria de Artă din Pitești are o secție de sculptură centrată pe lucrări donate de Gheorghe Iliescu-Călinești. Restul lucrărilor au fost achiziționate în anii 70-80 ai secolului trecut prin programul sistematic al direcției muzeale a R.S.R.

## Jaf
În februarie 2013, un hoț a dat o spargere la casa din Otopeni care a aparținut sculptorului Gheorghe Iliescu-Călinești, de unde a furat cinci statuete din bronz și alamă evaluare la aproximativ 15.000 de euro. Hoțul a fost prins și statuetele au fost recuperate înainte de a fi vândute ca fier vechi.